# Władysławów (gmina Brochów)
Władysławów – wieś w Polsce położona w województwie mazowieckim, w powiecie sochaczewskim, w gminie Brochów.
W latach 1975–1998 miejscowość należała administracyjnie do województwa warszawskiego.